# Il mio amante è un bandito
Il mio amante è un bandito (The Maverick Queen) è un film del 1956 diretto da Joseph Kane.
È un western statunitense con Barbara Stanwyck e Barry Sullivan. È basato sul romanzo del 1950 The Maverick Queen di Zane Grey.

## Produzione
Il film, diretto da Joseph Kane su una sceneggiatura di Kenneth Gamet e DeVallon Scott e un soggetto di Zane Grey (autore del romanzo), fu prodotto dallo stesso Kane, come produttore associato, per la Republic Pictures e girato a Durango, nel Grand Imperial Hotel di Silverton e nei pressi del lago Molas a Silverton, in Colorado, dal 6 settembre a fine settembre 1955. Il brano della colonna sonora The Maverick Queen, cantato da Joni James, fu composto da Ned Washington (parole) e Victor Young (musica). Gli effetti ottici furono realizzati dalla Consolidated Film Industries, che utilizzò uno speciale sistema di lenti anamorfiche denominato Naturama. La musica è firmata da Victor Young.

## Distribuzione
Il film fu distribuito con il titolo The Maverick Queen negli Stati Uniti dal 3 maggio 1956 al cinema dalla Republic Pictures.
Altre distribuzioni:
- in Germania Ovest il 12 luglio 1956 (Der Teufel von Colorado)
- in Danimarca il 1º ottobre 1956 (Ildkamp på prærien)
- in Austria nel gennaio del 1957 (Der Teufel von Colorado)
- in Svezia il 6 maggio 1957 (Terror över prärien)
- in Portogallo il 24 giugno 1957 (A Rainha do Mal)
- in Finlandia il 4 ottobre 1957 (Terroria preerialla)
- in Brasile (Até a Última Bala)
- in Spagna (Los indomables)
- in Francia (La horde sauvage)
- in Grecia (I vasilissa ton vounon)
- in Italia (Il mio amante è un bandito)